# Marc Stern

Marc Stern (2003)

Marc Schlomo Jizchak Stern (* 28. März 1956 in Antwerpen; gestorben am 13. April 2005  in Osnabrück) war Kantor, orthodoxer Rabbiner, Lehrer, geistlicher Leiter der Jüdischen Gemeinde des ehemaligen Regierungsbezirks Osnabrück und Autor mehrerer Bücher über das Judentum.

## Leben
Marc Schlomo Jizchak Stern stammt aus einer Kantoren- und Rabbinerfamilie, die seit mehr als sieben Generationen in Ungarn angesiedelt war. Durch seine Großmutter väterlicherseits gehört er der berühmten Rabbiner-Dynastie Meisels an, die ihrerseits Nachkommen des Rama, Reb Mosche Isserles, des Verfassers der „Mappa“, sind.
Mütterlicherseits stammt er einer Familie von Chassidim ab, die sich in Siebenbürgen niedergelassen hatte. Nach der Shoa lernten sich Imre Stern und Rozsi Zitron, seine zukünftigen Eltern, in einem Heim für Kriegswaisen in Budapest kennen. Sie heirateten noch 1945 und emigrierten nach Belgien. Imre Stern wurde zum Kantor in Antwerpen, wo Marc Stern 1956 zur Welt kam. 1959 zog Imre Stern mit seiner Familie nach Brüssel und wurde dort Oberkantor der orthodoxen jüdischen Gemeinde.
Der junge Marc Stern ging in die jüdische Schule „Ecole israélite – Athénée Maimonide“ und lernte zusätzlich bei jüdischen Privatlehrern die Grundlagen der Tora und des Talmud. Mit 17 Jahren wurde er zum Kantor in der Beth-Israel Synagoge in Brüssel. Mit 18 Jahren nahm er das Amt des Kantors in der Synagoge des jüdischen Altenheims in Brüssel an. 1980 machte Marc Stern seine ersten Tourneen als Gastkantor nach England und Amerika, und im selben Jahr kehrte er mit 24 Jahren als Oberkantor in die Beth-Israel Synagoge zurück. Unter den Lehrern, die Marc Stern als Kantor ausbildeten, war sein Vater, daneben Oberkantor Jehoschua Lehrer aus Antwerpen und sein Cousin, Oberkantor Mosche Stern aus Jerusalem, mit dem Marc Stern zahlreiche Konzerte gab.
1984 unternahm Marc Stern eine weitere Tournee, die ihn nach Südafrika, Australien, Amerika und Kanada führte. Nach diesem Jahr arbeitete er als Religionslehrer in staatlichen Schulen in Belgien und nahm gleichzeitig Auftritte wahr als Gastkantor in ganz Europa, Ungarn, den USA, Kanada und Israel. Während all dieser Jahre lernte Marc Stern unter Leitung des Rabbiners Menachem Dan Meisels, des Rabbiners und Lehrers der Jeschiwot Beth Hatalmud und Beth Schmuel in Jerusalem.
Marc Stern lernte weiter bei Rabbiner Meisels in Natanja, wo er 1994 seine Semicha erhielt. Im selben Jahr folgte er einem Ruf an die jüdische Gemeinde nach Osnabrück. Dort hatte er zwischen 1996 und 1998 einen Lehrauftrag für jüdische Religion an der Universität. Rabbiner Marc Stern betreute auch andere jüdische Gemeinden in Niedersachsen, in denen es keinen Rabbiner gab, und war verantwortlich für Kaschrut im jüdischen Seniorenheim Lola-Fischel-Haus in Hannover.
Seine Tätigkeiten an der Universität führten zum ersten Buch „Gelebte jüdische Feste“. Danach folgten weitere Veröffentlichungen: „Der gestörte Schabbat“, „Die zehn Gebote“ in Zusammenarbeit mit dem evangelischen Theologen Horst Georg Pöhlmann, „Was ist Judentum?“ u. a.
Am 13. April 2005 verstarb Rabbiner Marc Stern infolge einer schweren Krankheit, wegen der er die letzten 11 Jahre seines Lebens auf einen Rollstuhl angewiesen war. Er wurde beerdigt auf dem neuen jüdischen Friedhof in Osnabrück.

## Bücher
- Gelebte jüdische Feste. Erinnern – Feiern – Erzählen. Gütersloher Verlagshaus, Gütersloh 1999, ISBN 3-579-02236-9
- Der gestörte Schabbat. Chassidische Geschichten. Gütersloher Verlagshaus, Gütersloh 2000, ISBN 3-579-00747-5
- Marc Stern und Horst Georg Pöhlmann: Die Zehn Gebote im jüdisch-christlichen Dialog. Lembeck, Frankfurt am Main 2000, ISBN 3-87476-372-2
- Was ist Judentum? – Die häufigsten Fragen und ihre Antworten. Lembeck, Frankfurt am Main 2001, ISBN 3-87476-388-9; Bonifatius-Verlag, Paderborn 2001, ISBN 3-89710-191-2
- Melodie für ein Kaddisch – Rabbinergeschichten. Gütersloher Verlagshaus, Gütersloh 2002, ISBN 3-579-01214-2 (=Gütersloher Taschenbücher, Band 1214)
- Die schönsten biblischen Geschichten aus jüdischer Sicht. Gütersloher Verlagshaus, Gütersloh  2003, ISBN 3-579-01218-5 (=Gütersloher Taschenbücher, Band 1218)